# どーも
『どーも』は、2011年4月20日にリリースされた、小田和正のソロとして8作目のオリジナル・アルバムのタイトル。発売元はアリオラジャパン、レーベルは小田和正の個人レーベル "Little Tokyo"（リトルトーキョー）。

## 解説
オリジナル・アルバムとしては、『そうかな』（2005年）以来5年11か月ぶりに発売され、収録されている10曲中8曲がタイアップとなった。タイトルの由来となった「どーも」は、小田がコンサートのMCなどで口にしている挨拶言葉であり、同年から2012年にかけて開催された全国ツアーのタイトルにも使われている。

## 記録
ソログループを含めてのオリコンアルバムチャート週間1位最年長記録（当時）・ソロ（シングルアルバム含めた）での1位獲得最年長記録（当時）・日本人でのアルバムチャート10位以内最年長記録である63歳7か月（当時）で、アルバムチャート首位達成はソロでは自己記録を更新した。
デビューからの1位獲得最新達成の最長記録 41年0か月。
第53回日本レコード大賞にて、最優秀アルバム賞を受賞。

## 収録曲
- 全曲作詞・作曲・編曲 : 小田和正

1. 君のこと  –  (3:28)[1]
2. グッバイ  –  (4:36)[1]
TBS系列日曜劇場『獣医ドリトル』主題歌。
3. 若葉のひと  –  (3:57)[1]
マックスファクター2009年春CMソング。
4. hello hello  –  (5:01)[1]
東宝映画『ロック 〜わんこの島〜』主題歌。
「グッバイ」同様、佐藤竹善と大橋卓弥がコーラスで参加。
5. 誰れも どんなことも  –  (4:08)[1]
6. こたえ  –  (4:36)[1]
東映系映画『ジーン・ワルツ』主題歌。
7. やさしい雨  –  (4:11)[1]
TBS系列『夢の扉+』テーマ曲。2011年から2012年にかけて行われた全国ツアー（5大ドーム公演以降）では客席に銀色の紙吹雪が舞う仕掛けが施された[6]。
8. さよならは 言わない  –  (4:41)[1]
関西テレビ製作フジテレビ系列ドラマ『トライアングル』主題歌。
9. 今日も どこかで  –  (4:09)[1]
フジテレビ系列『めざましテレビ』2008年度テーマ曲。明治『明治プロビオヨーグルトLG21』CMソング。ポーラ化粧品企業CMソング[7]。明治安田生命『小田和正ツアー2011』協賛CMソング[8]。曲の後半で2008年9月10日、11日に行われた日本武道館コンサートでの観客の歌声がオーバーダブされている。
10. 東京の空  –  (4:44)[1]
フジテレビ系列木曜劇場『それでも、生きてゆく』主題歌[9]。TBS関東ローカル・ドキュメンタリー『東京の空』テーマソング[10]。
TBS系列『クリスマスの約束2006』（2006年12月28日放送）で初披露された。元々は当初からのテーマ曲であった『この日のこと』に代わる曲として『僕らの街で』を制作していたが、のちにKAT-TUNの楽曲として提供[11]したことを受けて新たに制作した。2008年と2011年から2012年にかけて行われた全国ツアーでも披露されている。

## 参加ミュージシャン

### 君のこと
- Electric Guitar：佐橋佳幸
- Acoustic Guitar：小田和正
- Programming：望月英樹

### グッバイ
- Drums：木村万作
- Bass：Nathan East
- Acoustic Guitar, Electric Guitar：佐橋佳幸
- Strings：金原千恵子ストリングス
- Harp：朝川朋之
- Background Vocal：佐藤竹善, 大橋卓弥 (スキマスイッチ)
- Programming：望月英樹

### 若葉のひと
- Drums, Percussion：木村万作
- Bass：Nathan East
- Acoustic Guitar, Electric Guitar：佐橋佳幸
- Piano：小田和正
- Strings：金原千恵子ストリングス
- Background Vocal：佐藤竹善, 光田健一
- Programming：望月英樹

### hello hello
- Drums, Percussion：木村万作
- Bass：Nathan East
- Acoustic Guitar, Electric Guitar：佐橋佳幸
- Strings：金原千恵子ストリングス
- Harp：朝川朋之
- Background Vocal：佐藤竹善, 大橋卓弥 (スキマスイッチ)
- Programming：望月英樹

### 誰れも どんなことも
- Drums：木村万作
- Bass：Nathan East
- Electric Guitar：佐橋佳幸
- Piano：小田和正
- Strings：金原千恵子ストリングス
- Sax, Flute：山本拓夫
- Trombone：村田陽一
- Background Vocal：佐藤竹善, 光田健一, JUJU, 松たか子
- Programming：望月英樹

### こたえ
- Drums, Percussion：木村万作
- Bass：Nathan East
- Electric Guitar：佐橋佳幸
- Piano：小田和正
- Strings：金原千恵子ストリングス
- Background Vocal：根本要 (STARDUST REVUE), JUJU, 松たか子, キヨサク (MONGOL800)
- Programming：望月英樹

### やさしい雨
- Drums：木村万作
- Bass：有賀啓雄
- Electric Guitar：稲葉政裕, 佐橋佳幸
- Keyboards：栗尾直樹
- Strings：金原千恵子ストリングス
- Sax, Flute：山本拓夫
- Trombone：村田陽一
- Trumpet：西村浩二
- Background Vocal：根本要 (STARDUST REVUE), 佐藤竹善, 光田健一, JUJU, 松たか子, キヨサク (MONGOL800)
- Programming：望月英樹

### さよならは 言わない
- Electric Guitar：佐橋佳幸
- Piano：小田和正
- Strings：金原千恵子ストリングス
- Harp：朝川朋之
- Oboe, English Horn：庄司さとし
- Flute：高桑英世
- Programming：望月英樹

### 今日もどこかで
- Drums, Background Vocal：木村万作
- Bass, Background Vocal：有賀啓雄
- Electric Guitar, Background Vocal：稲葉政裕
- Sax, Background Vocal：園山光博
- Acoustic Guitar：小田和正
- Strings：金原千恵子ストリングス
- Harp：朝川朋之
- Background Vocal：松たか子, KINO
- Programming：望月英樹

### 東京の空
- Piano：小田和正
- Programming：望月英樹